# Шулепов, Евгений Борисович
Евге́ний Бори́сович Шуле́пов (род. 8 июня 1958, деревня Кроплево, Грязовецкий район, Вологодская область) — российский политик, депутат Законодательного Собрания Вологодской области (2021—2025). С 2008 по 2016 год глава города Вологды. Депутат Государственной думы Российской Федерации VII созыва (2016—2021). Член фракции «Единая Россия», член комитета Госдумы по финансовому рынку.

## Биография
Окончил Огарковскую среднюю школу, поступил в Вологодский политехнический институт, окончил его в 1980 году по специальности «автоматизация и комплексная механизация в машиностроении». В 1980—1981 годах работал на ПО «Вологодский оптико-механический завод» помощником мастера. После службы в советской армии в 1981—1982 годах вернулся на «Вологодский оптико-механический завод» помощником мастера. Работал старшим мастером, заместителем начальника цеха и начальником сборочного цеха. В 1990 году стал начальником производства ПО «Вологодский оптико-механический завод».
В конце 1991 года Евгений Шулепов покинул завод и ушёл в частный бизнес. С 1991 до 1993 года был заместителем председателя правления АО «Торговый дом „Ворота Севера“». С 1993 до 2004 года занимал пост генерального директора созданного им же предприятия «Русьпромсервис», ведущего свою деятельность в различных отраслях экономики. В 2005 году избран председателем совета директоров ОАО «Вологодский станкостроительный завод».
В 2003 году Евгений Шулепов был избран председателем Вологодского городского отделения Союза Промышленников и Предпринимателей, а в 2005 году — вице-президентом Вологодского областного отделения РСПП.
7 декабря 2003 года избран в Законодательное Собрание Вологодской области по списку партии «Единая Россия», работал в составе постоянного комитета по бюджету и налогам. На выборах 11 марта 2007 года вновь избран депутатом Законодательного Собрания по Центральному одномандатному округу города Вологды, работал заместителем председателя постоянного комитета по бюджету и налогам.
С 2007 года Евгений Шулепов является Секретарём Политсовета Вологодского городского отделения партии «Единая Россия».
Мастер спорта СССР по биатлону. С 2002 по 2008 годы Евгений Шулепов возглавлял баскетбольный клуб «Вологда-Чеваката».
В сентябре 2016 года на выборах в Госдуму Евгений Шулепов победил по Вологодскому одномандатному округу, стал депутатом Госдумы седьмого созыва и тем самым сложил  с себя полномочия мера Вологды
13 Мая 2024 был задержан следственными органами, 15 мая 2024 помещен под стражу в СИЗО до 15 июля.
Следствие подозревает бывшего главу в получении взятки в 450 тысяч рублей в период с декабря 2015 года по 26 февраля 2016 года. Деньги якобы поступили от руководителя строительной организации за то, что он помог беспрепятственно ввести в эксплуатацию объекты завершенного строительства.
Кроме этого, по данным пресс-службы судов, Шулепова подозревают в превышении должностных полномочий, когда в Вологде реализовывали программу по переселению граждан из ветхого и аварийного жилья.
Следственный комитет возбудил уголовные дела по фактам превышения должностных полномочий и получения взятки в крупном размере. Свою вину чиновник отрицает и считает уголовное дело сфабрикованным.

## Законотворческая деятельность
С 2016 по 2019 год, в течение исполнения полномочий депутата Государственной Думы VII созыва, выступил соавтором 163 законодательных инициатив и поправок к проектам федеральных законов.

## Выборы на пост Главы Вологды
12 октября 2008 года Евгений Шулепов избран Главой города Вологды, приступил к работе 1 ноября 2008 года. Шулепов получил 56,12 % голосов, ближайший конкурент — представитель КПРФ Сергей Потапов — 21,61 %. Полномочия Шулепова как депутата Законодательного Собрания области были досрочно прекращены 23 октября 2008 года.
В ходе выборов областные власти, поддерживавшие Шулепова, активно использовали административный ресурс для обеспечения победы своего кандидата. От участия в них под давлением властей отказались сразу несколько потенциальных кандидатов, а единственный реальный конкурент Шулепова — Александр Лукичев — был снят с выборов по обвинению в нарушении авторских прав при проведении предвыборной кампании. В результате отмены «порога явки» Е. Б. Шулепов стал главой города при поддержке всего 37 000 избирателей, что составляет лишь 12,6 % жителей Вологды. Всё это позволило журналу «Эксперт» заключить, что «столь неприглядных выборов Вологда еще не знала».

## Деятельность на посту Главы Города
Наиболее важные проекты, реализуемые в городе в настоящее время:
- регулярное проведение ярмарок на центральных площадях города. Данная мера была призвана поддержать преимущественно мелких и средних сельхозтоваропроизводителей Вологодской области (и обеспечить сбыт продукции минуя посредников) и стимулировать потребительский спрос в самой Вологде. На ярмарках можно было приобрести необходимые продукты по более низким ценам, нежели в магазинах и торговых сетях города. За 2011 год было проведено 197 сельскохозяйственных ярмарок, общий объём продаж которых составил порядка 215,00 млн руб[5].
- С 2009 года был запущен социальный проект «Забота». Определённые социально уязвимые категории населения (пенсионеры, инвалиды, многодетные семьи, ветераны боевых действий, учащиеся с социальной стипендией) могут получить дисконтную карту «Забота», которая даёт право скидки на товары и услуги в некоторых магазинах, предприятиях сферы услуг, транспорте, учреждениях здравоохранения, спорта, банковского сектора, ЖКХ (в определённые часы, дни, группы товаров). У различных партнёров (к 2013 году насчитывалось 212 партнёров 512 точек) и на различные виды товаров и услуг скидки составляли от 3 до 50 %. За проезд в общественном транспорте держатели карт платили не 16 руб., а 10 руб. За 3 года реализации проекта вологжанам было выдано порядка 78 тысяч карт «Забота». Объём реализованных товаров и услуг по карте составил 1,5 млрд руб., а держатели карт сэкономили в общей сложности 105 млн руб[6].
- С 2010 года в Вологде начал проводиться ежегодный кинофестиваль VOICES (Vologda Independent Cinema from European Screens) — международный Фестиваль полнометражных художественных фильмов, который представляет работы как известных, так и начинающих кинематографистов. Каждый год одна из европейских стран становится Почетным Гостем Фестиваля: в 2010 году был представлен французский кинематограф, в 2011 — итальянский, в 2012 — немецкий[7]. В состав жюри фестиваля приглашаются известные актёры и режиссёры, а в рамках фестиваля проводят круглые столы и открытые кинопоказы[8].
- С 2011 года стал реализовываться проект «Молодёжные трудовые бригады» с целью обеспечения летней занятости молодёжи. Работы связаны в основном с благоустройством городской территории и дворов. В первый год к участию в проекте участвовало 986 человек. С 2012 года к проекту присоединилось Пассажирское автотранспортное предприятие № 1, в котором молодые люди могли работать кондуктором в общественном транспорте на летний период. Лучшим работникам в рамках проекта предприятие предоставляет бесплатный проезд до конца 2012 года[9].
- С 2011 года запущен проект «Город детства», который предполагал в течение летних каникул организацию для детей тематических игровых и спортивных программ. Для этого было организовано 150 площадок, которые организовывали специально обученные волонтёры-наставники. На площадки привлекались также различные творческие коллективы города, которые проводили концерты и мастер-классы. В 2011 году на площадках побывало 30 тыс. детей. В 2012 году для обучения волонтёров была создана «Школа вожатых»[10].
- Программа по расселению ветхого и аварийного жилья
- Реконструкция очистных сооружений и водоводов
- Программа содействия занятости населения
- «Вологда — культурная столица Русского Севера»

Существенные цифровые показатели за время работы в качестве главы города:
- Среднемесячная заработная плата, начисленная работникам крупных и средних организаций города Вологды за 2008—2011 годы, увеличилась с 18627 руб. до 23226 руб[5].:41
- Значительно вырос объём оборота розничной торговли. В 2011 году он достиг максимальной за последние годы отметки в 32,78 млрд руб., что превосходило докризисный уровень на 41,2 %. Общая торговая площадь за годы руководства Шулепова увеличилась на 38,1 % и на конец 2011 года составила 434,2 тыс. м²[5].:45-46
- по сравнению с другими крупными городами в Северо-Западном федеральном округе, в Вологде наблюдались низкие цены на молочную продукцию, яйца, мясо птицы, растительное масло, картофель, пшеничную муку. В 2011 году снизились цены на гречку (на 35,4 %), на сахар (27,5 %), на картофель (в 3,1 раза)[5]:49-51. Стоимость набора из 11 социально значимых продуктов питания была ниже по сравнению с Череповцом и средним показателем по Вологодской области[6].
- неуклонный рост хозяйствующих субъектов на территории города с 24 347 в 2008 году до 28515 в 2011 году. При этом количество частных предпринимателей оставалось неизменным и в 2011 году даже снизилось[5]:5-7.
- В 2009 году организациями города получен положительный сальдированный результат в сумме 1084,3 млн руб., что составляет 30,2 % к уровню 2008 года.
- За 2009 год на территории города Вологды было создано 2034 новых рабочих мест. На 2010 год прогнозируется создание ещё 3,2 тысяч.
- По данным опросов, во II полугодии 2009 года деятельность Главы города Вологды одобряли 43,3 % опрошенных, что больше количества одобряющих в 2007 году на 15,2 %, в 2008 году — на 9,5 % и в первой половине 2009 года — на 12,3 %.
- В мае 2010 года Администрация города Вологды награждена дипломом III Всероссийского конкурса «Лучшее муниципальное образование в сфере управления общественными финансами».

Шулепов известен также достаточно демократичной манерой поведения, по сравнению с другими градоначальниками страны и области:
- в мае 2010 года он открыл свой блог[11] в Живом Журнале, в котором регулярно выступает с обращениями к вологжанам.
- рано приходит на работу (в районе 6 утра), причём даже по воскресеньям, пешком обходит районы города[12]
- во время митинга протеста 10 декабря 2011 года против фальсификации выборов в России, собравшего около 1000 человек, неожиданно в середине акции вышел к митингующим и пытался убедить собравшихся, что выборы в Вологде и Вологодской области прошли без нарушений и фальсификаций, за что был освистан[13][14]. Позже градоначальник спустился с трибуны и стал общаться с людьми, которые окружили его плотным кольцом и долго задавали вопросы[15]. Подобный шаг мэра очень удивил вологодскую общественность, поскольку никто из других высокопоставленных лиц города и области, не выходил в толпу митингующих последнее время.
- в январе 2013 года осудил новую редакцию федерального закона «О донорстве крови и её компонентов», по которому доноры перестали получать денежное вознаграждение. Это вызвало резкое падение количества доноров в Вологде и огромный дефицит донорской крови. Глава города вместе с работниками администрации отправился сдавать кровь[16] и сумел убедить депутатов Городской Думы выделять средства для оплаты донорам из городского бюджета[17]. 2 годами ранее градоначальник уже приходил на станцию переливания крови вместе с 70 работниками администрации, которые вместе сдали 20 литров крови. По заверению врачей Шулепов стал первым мэром Вологды, который решил поддержать донорскую службу[18].

## Критика
- В годы руководства Шулепова происходит, по мнению ряда журналистов, ужесточение информационной политики и усиление контроля над СМИ. В конце 2008 года в городе была учреждена газета «Наша Вологда», которая стала рупором городской администрации, её тираж достиг 55 тысяч экземпляров (при количестве населения ок. 300 тыс. чел.). Одновременно в типографиях происходили выемки тиражей с критическими публикациями о мэре и его команде[19]. 18 марта 2009 года мэр издал постановление № 1310, касающееся муниципальной газеты «Вологодские новости», которое обязало редактора газеты «Вологодские новости» (муниципальное унитарное предприятие) «представлять на утверждение начальнику управления массовых коммуникаций и общественных связей Управления делами Администрации города Вологды макет нового выпуска газеты до отправления его в типографию, с которой заключен договор, для печати»[20]. Постановление вызвало критику как нарушающее статью 29 Конституции РФ[21] и статьи 3 и 58 Закона РФ «О средствах массовой информации», которые запрещают цензуру[22][23][24][25].
- В декабре 2010 года в городе было создано ООО «Городской расчетный центр» (ГРЦ) с целью сбора платежей с населения города за услуги ЖКХ и перевода полученных денег ресурсоснабжающим предприятиям в обход управляющих компаний (им оставляли лишь доходы за ремонт и содержание жилых домов). Кроме того, 2 крупнейшие в городе муниципальные компании, занимающиеся ЖКХ («Вологдагорводоканал» и «Вологдагортеплосеть»), согласно договору с ГРЦ, должны были платить ему 1,5 % от своего дохода. Таким образом за время существования ГРЦ из бюджета города на счёт центра было переведено порядка 20 млн рублей, а ещё около 60 млн организация получила в виде комиссии от платежей[19]. 29 декабря 2010 г. цены на жилищно-коммунальные услуги постановлением администрации г. Вологды № 7296 были увеличены с 15,7 руб. за 1 м² до 19,41 руб. за 1 м² (на 23,63 %). Блогер Е. В. Доможиров обнародовал данную схему, поставив во главе её Е. Б. Шулепова. В этой схеме также были замешаны чиновники городской администрации и их родственники[26][27]. Глава города, однако свою причастность к созданию ГРЦ отверг. В июне 2011 года губернатор В. Е. Позгалёв под давлением общественности раскритиковал схему ГРЦ, заявив, что деятельность компании связана с многочисленными нарушениями и порекомендовал прекратить деятельность компании[28]. Была назначена прокурорская проверка, которая подтвердила факты нарушений. 18 июля 2011 года суд г. Вологды прекратил деятельность «Городского расчетного центра». А в марте 2012 года было признано, что компания незаконно получила доход в 19,2 млн рублей. Учредители были наказаны штрафом 50 тысяч рублей каждый[29].
- 2 августа 2011 года администрация города издала Постановление № 4249 «О создании на территории муниципального образования единого информационного центра»[30], согласно которому центр должен был обеспечивать спутниковый контроль за городским транспортом. Был назначен конкурс компаний на исполнение этих функций, единственным участником и победителем которого стало созданное за 2 недели до выхода постановления ООО «Центральная диспетчерская служба» (ЦДС). Учредителем ЦДС являлось ЗАО «Пинксофт», которое параллельно было учредителем ещё одной организации — ООО ТД «Массив». Гендиректор этой организации была дочь мэра Светлана Шулепова[19]. Позже выяснилось что документация конкурса не содержала никакой конкретики относительно финансовой составляющей, поэтому другие операторы спутниковой связи, готовые предоставить услуги за меньшую стоимость, не стали в нём участвовать. Кроме того, вместо 800 рублей в месяц за единицу транспорта (за эти деньги ранее предоставляло услуги спутниковой связи ООО «М2М-Вологда»), ЦДС по договору получала 3000 рублей в месяц. При этом сама компания оказанием услуг не занималась. Для этого был нанят прежний подрядчик — «М2М-Вологда», который продолжал работать по прежнему прейскуранту. В итоге разница в пользу ЦДС составляла 2200 рублей в месяц за транспортную единицу. С учётом общего количества городского транспорта, оснащённого навигатором, муниципальный перевозчик заплатил диспетчерской службе порядка 7 000 000 рублей и ещё около 2 544 000 рублей было перечислено ООО «М2М-Вологда» за фактическое оказание услуг[19].
- В январе 2013 года Вологда оказалась в эпицентре всероссийского скандала о штрафстоянках, развернувшемся после сюжета в программе «Первая передача» на канале НТВ[31]. Администрация города Вологды ещё 15 июля 2012 года утвердила Постановление № 3416 об установлении размера платы за хранение задержанных транспортных средств, согласно которому с 8 июля 2012 года за эвакуацию на штрафстоянку автовладелец должен платить 2700 рублей, а за каждый час пребывания на штрафстоянке — 565 рублей[32]. Для сравнения, даже в Москве за час хранения на штрафстоянке автолюбители платили 80 рублей[33], в Санкт-Петербурге — 18[34], а в соседнем Череповце (сравнимым с Вологдой по численности населения) — 78 рублей. Сам Шулепов заявил, что данные «цифры адекватные, и если бы люди не могли платить таких штрафов, то бы не нарушали закон». Выяснилось также, что во всей Вологде имеется всего лишь одна штрафстоянка, принадлежащая предпринимателю Юрию Владыко. На проведённый конкурс УМВД заявилась только одна компания[31][35]. В дело подключились депутаты областного парламента, которые рекомендовали снизить тарифы, а стоимость услуг эвакуатора и хранения на штрафстоянке определять «на рыночной основе» и сделать «одинаковой во всех городах региона»[36]. В итоге мэрия вынуждена была снизить тарифы: час хранения на штрафстоянке составил 200 рублей, а стоимость одного километра эвакуации — 130 рублей[37]. По этому поводу интернет-пользователи составили клип-пародию, обращённую Шулепову[38]. Сам Шулепов высоко оценил этот клип и высказался, что данная пародия — «отличный пример остроумной сатиры, прекрасно воплощенный визуально»[39]. 2 февраля 2013 в Вологде состоялся митинг против расценок на штрафстоянку, в котором по разным сведениям участвовало от 200[33][40] до 1000 человек[41]. Присутствовавшие скандировали лозунги против Шулепова[42][43].
- 9 июля 2013 года Администрация города продала с торгов 5-этажную гостиницу «Спутник» за 64 млн. 542 тыс. руб., принадлежащую городу[44] (Протокол об итогах открытого аукциона о продаже муниципального имущества № 167[45]). Участник № 1 сделал первое предложение о покупке за начальную стоимость, остальных предложений не последовало. Гостиница «Спутник» приносила в казну города ежегодную прибыль не менее 50 млн рублей.
- Наблюдались участившиеся факты разрушения и причинения вреда объектам культурного наследия и объектам ценной исторической среды города Вологды[46]. В июне 2013 года Администрация города разместила заказ на снос 44 зданий, часть из которых относятся к исторической застройке. Сумма сноса обошлась в 42 млн.руб[47][48] Среди зданий, выставленных на снос, оказался в том числе и дом, в котором проживал великий князь Николай Михайлович[49]. На совещании с градозащитниками администрация обязалась на месте 5 из 44 зданий, восстановить точно такие же дома. Однако никаких гарантий сохранения исторической застройки так и не представила[50]. Кроме того в перспективе планируется снести ещё около 300 домов[50].

## Вторые выборы на пост Главы Вологды
Начиная с апреля проходили партийные праймериз «Единой России» — в рамках проекта «Народные выборы». Соперниками Шулепова были депутаты Гордумы Владимир Зорин и Владимир Корытин, а также депутат областного Заксобрания Роман Заварин. Победителем стал Евгений Шулепов.
3 июля конференция городского отделения «Единой России» выдвинула Шулепова. 19 июля он был зарегистрирован в качестве кандидата.